# Preta (canção)
"Preta" é uma canção da cantora e compositora brasileira Daniela Mercury, incluída em seu nono álbum estúdio, Canibália (2009). Lançado pela Sony BMG como primeiro single do álbum em dia 19 de novembro de 2007. A canção conta com a participação especial de Seu Jorge.
Mercury interpretou "Preta" em praticamente todos os programas de televisão que apareceu, destancando-se o Homenagem ao Artista da Rede Bandeirantes. A canção também integrou o repertório do Pôr do Som, tradicional show que a cantora realiza no Farol da Barra no primeiro dia de cada ano, do Festival de Verão de Salvador e do Carnaval de Salvador, as duas últimas contando com a presença de Seu Jorge.

## Informação
A canção "Preta" é uma junção de três composições diferentes: "Eu Sou Preto", de J. Velloso e Mariene de Castro, "Sorriso Negro", de Adilson Barbado, Jair Carvalho e Jorge Portela, e "Rap do Negão", de Seu Jorge, Gabriel Moura e Wallace Jeferson. A canção, assim como várias outras gravadas por Mercury, elogia e destaca a riqueza e a importância da cultura afro-brasileira.

## Repercussão
A canção foi lançada para as estações de rádio de algumas cidades no final de 2007, como a primeira música de divulgação do nono álbum de estúdio de Mercury, Canibália. No entanto, só conseguiu atingir sucesso nacional na semana do Carnaval.